# Herb Szamocina
Herb Szamocina – jeden z symboli miasta Szamocin i gminy Szamocin w postaci herbu.

## Wygląd i symbolika
Herb przedstawia na czerwonej tarczy złote jabłko królewskie między dwiema srebrnymi rybami w słup, głowami w dół. Nad tarczą herbu żółta corona muralis z trzema wieżami.
Ryby w godle nawiązują do pierwotnie rybackiego charakteru miejscowości, położonej nad nieistniejącym już jeziorem Pracza.

## Historia
Herb został nadany miastu przez króla Augusta III Sasa w 1748, w przywileju potwierdzającym prawa miejskie Szamocina.